# Meridiano 35 este
El meridiano 35 este de Greenwich es una línea de longitud que se extiende desde el Polo Norte atraveando el Océano Ártico, Europa, África, el Océano Atlántico, el Océano Antártico y la Antártida hasta el Polo Sur.
El meridiano 35 este forma un gran círculo con el meridiano 145 oeste.
Comenzando en el Polo Norte y dirigiéndose hacia el Polo Sur, este meridiano atraviesa:
| Coordenadas                      | País, territorio o mar | Notas                                         |
| -------------------------------- | ---------------------- | --------------------------------------------- |
| 90°0′N 35°0′E / 90.000, 35.000   | Océano Ártico          | Mar de Barents                                |
| 80°18′N 35°0′E / 80.300, 35.000  | Mar de Barents         |                                               |
| 69°12′N 35°0′E / 69.200, 35.000  | Rusia                  | Península de Kola                             |
| 66°33′N 35°0′E / 66.550, 35.000  | Mar Blanco             | Golfo de Kandalakcha                          |
| 65°45′N 35°0′E / 65.750, 35.000  | Rusia                  | Islas Nikonov                                 |
| 65°43′N 35°0′E / 65.717, 35.000  | Mar Blanco             |                                               |
| 64°45′N 35°0′E / 64.750, 35.000  | Rusia                  | Islas Shujostrov                              |
| 64°44′N 35°0′E / 64.733, 35.000  | Mar Blanco             | Bahía Onega                                   |
| 64°25′N 35°0′E / 64.417, 35.000  | Rusia                  | Pasando a través del Lago Onega               |
| 51°14′N 35°0′E / 51.233, 35.000  | Ucrania                |                                               |
| 46°15′N 35°0′E / 46.250, 35.000  | Mar de Azov            |                                               |
| 45°44′N 35°0′E / 45.733, 35.000  | Ucrania                | Crimea                                        |
| 44°50′N 35°0′E / 44.833, 35.000  | Mar Negro              |                                               |
| 42°5′N 35°0′E / 42.083, 35.000   | Turquía                |                                               |
| 36°43′N 35°0′E / 36.717, 35.000  | Mar Mediterráneo       |                                               |
| 32°50′N 35°0′E / 32.833, 35.000  | Israel                 |                                               |
| 29°36′N 35°0′E / 29.600, 35.000  | Jordania               |                                               |
| 29°21′N 35°0′E / 29.350, 35.000  | Arabia Saudita         |                                               |
| 28°6′N 35°0′E / 28.100, 35.000   | Mar Rojo               |                                               |
| 24°49′N 35°0′E / 24.817, 35.000  | Egipto                 |                                               |
| 22°51′N 35°0′E / 22.850, 35.000  | Triángulo de Hala'ib   | Ocupado por Egipto y reclamado por Sudán      |
| 22°0′N 35°0′E / 22.000, 35.000   | Sudán                  |                                               |
| 11°20′N 35°0′E / 11.333, 35.000  | Etiopía                | Por unos 18 km                                |
| 11°10′N 35°0′E / 11.167, 35.000  | Sudán                  | Por unos 6 km                                 |
| 11°7′N 35°0′E / 11.117, 35.000   | Etiopía                |                                               |
| 6°28′N 35°0′E / 6.467, 35.000    | Sudán del Sur          | Por unos 9 km                                 |
| 6°24′N 35°0′E / 6.400, 35.000    | Etiopía                |                                               |
| 6°1′N 35°0′E / 6.017, 35.000     | Sudán del Sur          | Por unos 6 km                                 |
| 5°58′N 35°0′E / 5.967, 35.000    | Etiopía                | Por unos 4 km                                 |
| 5°56′N 35°0′E / 5.933, 35.000    | Sudán del Sur          |                                               |
| 4°37′N 35°0′E / 4.617, 35.000    | Kenia                  |                                               |
| 1°58′N 35°0′E / 1.967, 35.000    | Uganda                 |                                               |
| 1°40′N 35°0′E / 1.667, 35.000    | Kenia                  |                                               |
| 1°32′S 35°0′E / -1.533, 35.000   | Tanzania               |                                               |
| 11°34′S 35°0′E / -11.567, 35.000 | Mozambique             |                                               |
| 13°36′S 35°0′E / -13.600, 35.000 | Malaui                 | Pasando a través del Lago Malawi              |
| 16°47′S 35°0′E / -16.783, 35.000 | Mozambique             |                                               |
| 19°47′S 35°0′E / -19.783, 35.000 | Océano Índico          |                                               |
| 20°46′S 35°0′E / -20.767, 35.000 | Mozambique             |                                               |
| 24°40′S 35°0′E / -24.667, 35.000 | Océano Índico          |                                               |
| 60°0′S 35°0′E / -60.000, 35.000  | Océano Antártico       |                                               |
| 68°59′S 35°0′E / -68.983, 35.000 | Antártida              | Tierra de la Reina Maud, reclamado by Noruega |